# Інша (роман)
Інша (яп. アナザー, анадза:) — японський містичний візуальний роман (ранобе) жахів автора Аяцуджі Юкіто, опублікований 29 жовтня 2009 року видавництвом Kadokawa Shoten. Історія розповідає про хлопчика на ім’я Сакакібара Коїті, який після переходу до середньої школи містечка Йоміяма та зустрічі з дивною ученицею Місакі Мей опиняється в центрі таємниці, що обертається навколо його однокласників та людей, пов’язаних з його класом, які стають жертвами жахливих, безглуздих смертей.
Манґа-адаптація від Кійохари Хіро видавалася з травня 2010 року до січня 2012 року в журналі Young Ace видавництва Kadokawa Shoten. І ранобе, і манґа були ліцензовані в Північній Америці компанією Yen Press. 12-серійний аніме-серіал виробництва P.A. Works транслювався в Японії з 10 січня до 27 березня 2012 року, а OVA-серія була випущена 26 травня 2012 року. Прем'єра однойменного ігрового фільму відбулася в японських кінотеатрах 4 серпня 2012 р. 2020 року манґа-адаптація видана українською видавництвом «Molfar Comics».

## Сюжет
26 років тому, у 1972 році в середній школі міста Йоміяма, у класі 3-3, навчався учень на ім'я Місакі Йоміяма. Він був зразковим учнем, його любили як однокласниками, так і вчителі. Коли він загинув унаслідок нещасного випадку, його оплакувала вся школа. Після його смерті хтось сказав, що Місакі живий, і, підхопивши цю ідею, вбитий горем клас почав вдавати, що Місакі все ще з ними. Дійшло навіть до того, що директор школи залишив мертвому місце на церемонії випуску. А потім Місакі раптом справді з'явився на випускному фото того самого класу, який так не хотів приймати його загибель. А слідом за цим кожен місяць хтось із учнів, а також їхні родичі стали вмирати, і люди зрозуміли, що накликали на себе прокляття, покликавши до класу того, кого вже не існує. Перепробувавши різні засоби, учні та вчителі знайшли зворотну магію: для запобігання смертям необхідно було ігнорувати одного з живих учнів, ніби саме його не існує, тим самим ніби звільняючи місце у класі для мерця.
Навесні 1998 року, через переведення батька до Індії, п'ятнадцятирічний Сакакібара Коїчі змушений переїхати до Йоміями — рідного міста своєї покійної матері. Там він зараховується до класу 3-3. Однак через пневмоторакс його госпіталізували перед початком навчальних занять. У лікарні він зустрічає свою майбутню однокласницю Місакі Мей — тиху дивнувату дівчину з пов'язкою на лівому оці. Цього року саме вона є «неіснуючим учнем» у проклятому класі. Коїчі, нічого не знаючи про прокляття, починає спілкуватися з Мей, не звертаючи уваги на туманні натяки та недомовки своїх однокласників, зляканих його поведінкою. Незабаром після цього люди, які мають відношення до класу, справді починають вмирати. Намагаючись зупинити прокляття, учні приймають рішення і Коїчі зробити «неіснуючим», але цей метод не дає результату, і смерті продовжуються. Тоді учні класу перестають ігнорувати Мей і Коїчі, розповідаючи останньому всю правду про прокляття. Тепер вони починають шукати інший спосіб зупинити смертельні події.

## Персонажі

### Головні персонажі
- Сакакібара Коїчі (яп. 榊原 恒一, Сакакібара Ко:їчі)

Сейю: Абе Ацуші
Актор: Ямадзакі Кенто (ігровий фільм)
15-річний хлопець. Переведений в клас 3-3 середньої школи Йоміями з Токіо в 1998 році, але перед початком навчання був госпіталізований через пневмоторакс. Живе з бабусею, дідусем і тіткою Рейко в Йоміямі, тому, що його батько поїхав на роботу до Індії.
- Місакі Мей (яп. 見崎 鳴, Місакі Мей)

Сейю: Такаморі Нацумі
Акторка: Хашімото Ай (ігровий фільм)
Учениця класу 3-3. На лівому оці носить пов'язку, під якою штучне, лялькове око. Завдяки йому дівчина може бачити особливий «колір смерті», видний у тих, хто вже помер або скоро помре.
- Мікамі Рейко (яп. 三神 怜子, Мікамі Рейко)

Сейю: Сакакібара Наоко
Акторка: Ай Като (ігровий фільм)
Тітка Коїчі з боку матері та замісник класного керівника класу 3-3. Допомагає Коїчі та іншим учням знайти спосіб подолати прокляття. В кінці історії стає зрозуміло, що вона і була мерцем. Вбита в 1996 році.

### Другорядні персонажі
Сакакібара Ріцуко (яп. 榊原 理津子, Сакакібара Ріцуко)
Матір Коїчі. 15 років тому, а точніше 1983 року, переїхала в Йоміяму, щоб народити сина, і померла, оскільки в цей рік її молодша сестра Рейко вчилась у класі 3-3. Ученицею цього класу Ріцуко була в 1972 році. Вона була однокласницею Місаки Йоміями.
Сакакібара Йосуке (яп. 榊原 陽介, Сакакібара Йосуке)
Батько Коїчі. Вчитель. На момент дії роману працює в Індії за програмою обміну досвіду. Він регулярно дзвонить своєму синові, щоб поговорити і поскаржитися на спеку.
Таміе (яп. 民江, Таміе)
Бабуся Коїчі по лінії матері.
Рьохей (яп. 亮平, Рьо:хей)
Дідусь Коїчі по лінії матері.
Місакі Юкійо (яп. 見崎ユキヨ, Місакі Юкійо)
Сейю: Харада Хітомі
Художниця. Працює під псевдонімом «Кіріка» (яп. 霧果). Спеціялізується на виготовленні ляльок; має власний маленький магазин-салон «Йомі в сутінках». Хоча Мей кличе її матір'ю, насправді Кіріка доводиться їй тіткою; її власна дитина народилася мертвою. За словами Мей, хоч вони й живуть разом, але поводяться один з одним, як чужі. Проте, Кіріка по-своєму піклується про Мей і турбується про неї.
Фуджіока Місакі (яп. 藤岡未咲, Фуджіока Місакі)
Сейю: Іґараші Хіромі
Сестра-близнючка Місакі Мей. Вона виросла в малозабезпеченій сім'ї, була веселою і товариською. Коли Мей і Місакі дізналися, що вони — рідні сестри, то стали зустрічатися і подружилися. Однак незабаром Місакі померла у квітні 1998 року від раку. Перед смертю тягнулася за телефоном, щоб зателефонувати Мей. Саме вона була першою жертвою. Померла до того, як в клас прийшов Коїті (це свідчило про те, що на той час в класі вже був зайвий). Але про смерть Фуджіоки Місакі (а також про те, що вона і Мей — близнюки) не знав ніхто з класу, і тому про початок лиха дізналися тільки після смерті Сакураґі.
Фуджіока Міцуо (яп. 藤岡ミツヨ, Фуджіока Міцуо)
Сестра-близнючка Юкійо, рідна мати Мей Місакі. Коли сестри вийшли заміж, то вона народила близнюків, а дитина Юкійо померла, через що вона мало не збожеволіла. На втіху, Міцуо віддала їй одну зі своїх дочок — Мей (за припущенням Мей, її віддали через ім'я, тому що якби віддали сестру, то її б звали «Місакі Місакі»).

### Середня школа міста Йоміяма
Акадзава Ідзумі (яп. 赤沢泉美, Акадзава Ідзумі)
Сейю: Йонедзава Мадока
Відповідальна за безпеку (контрзаходи) в класі 3-3. Сувора, ніколи не посміхається. Є членом драмгуртка з Аяно та Оґура. Таємно закохана в Сакакібару Коїті. Вважає Місакі Мей мертвою, після розповіді Суґіури Такако, про те, як вона вчилася в молодшій школі з дівчинкою, дуже схожу на Мей і яку всі звали Місакі, і пов'язки у неї тоді не було. У 11-й серії, побачивши мертву Такако, Акадзава, вважаючи, що її подругу вбила Місакі Мей, намагається вбити останню. У 12-й серії Акадзава вмирає від уламків скла при вибуху. Ще в Ідзумі був двоюрідний брат Акадзава Кадзума, який наклав на себе руки. Незадовго до загибелі вона згадує, що бачила Коїчі півтора року тому, коли той приїжджав в Йоміяму на похорон своєї тітки.
Тешіґавара Наоя (яп. 勅使河原直哉, Тешіґавара Наоя)
Сейю: Маено Томоакі
Однокласник Коїті. Веселий і безтурботний хлопець, спортсмен. Після прослуховування касети, залишеної Мацунаґою Кацумі, зазіхає на Каджію Томохіко, вважаючи його поведінку підозрілою і прийнявши його за мерця. Любить жартувати над Мей і Коїчі на романтичну тему. Прізвисько «Теші», яке багатьом полюбилося, дала йому Аяно Ая. Закоханий в Ідзумі. Друг дитинства Томохіко, найкращий друг Юй; був першим, хто заговорив з Коїчі.
Мочідзукі Юя (яп. 望月優矢, Мочідзукі Ю:я)
Сейю: Ямамото Кадзутомі
Однокласник Коїті, художник. Ходив в художній гурток разом з Мей. У 11—12 серіях допомагав пораненому Наої врятуватися від оскаженілої Нумати Кейко (бабусі Такабаяші). Невеликого зросту, виглядає дещо жіночно.
Сакураґі Юкарі (яп. 桜木ゆかり, Сакураґі Юкарі)
Сейю: Нонака Ай
Одна з класу делегатів, староста класу 3-3. Скромна і тиха дівчина. Помирає, оступившись на сходах і наткнувшись на вістря парасольки. Її мати, Сакураґі Міеко, в той же самий день загинула в автокатастрофі.
Каджія Томохіко (яп. 風見智彦, Каджія Томохіко)
Сейю: Ічікі Міцухіро
Однокласник Коїчі, спільно з Сакураґі Юкарі був старостою класу. Друг дитинства Тешіґавари. Зіштовхнутий Наоєю з балкона, але вижив. Після прослуховування касети зійшов з розуму і почав вбивати однокласників. Помер від удару по голові, який завдала Акадзава Ідзумі.
Суґіура Такако (яп. 杉浦多佳子, Суґіура Такако)
Сейю: Фукуен Місато
Однокласниця Коїчі. Входить в групу «контрзаходів». Після подій у 8-й серії божеволіє і намагається вбити Мей, вважаючи її мертвою, оскільки за її спогадами вчилася з нею в молодшій школі в різних класах і чула як ту дівчинку звали Місакі, і пов'язки на оці у неї тоді не було (насправді ж то була Фуджіока Місакі, сестра-близнюк Мей). Випадково повісилася на проводах в 11-й серії, намагаючись вбити Мей.
Такабаяші Ікуо (яп. 高林郁夫, Такабаяші Ікуо)
Сейю: Такано Шьо
Однокласник Коїчі, з народження страждає вадою серця. Коли вирішує розповісти все Коїчі, не встигає відповісти навіть на перше питання і вмирає від серцевого нападу. Його бабуся і дідусь були власниками готелю, в який поселився клас під час екскурсії; бабуся не перенесла смерті онука і зійшла з розуму. Вчинивши в готелі пожежу, вона вбиває свого чоловіка, після чого намагається вбити Мочідзукі Юю і Тешіґавару Наою.
Канінума Саюрі (яп. 柿沼 小百合, Какінума Саюрі)
Сейю: Нанджьо Йошіно
Однокласниця Коїчі. Тиха, сором'язлива і нетовариська дівчина, її майже не видно за час сюжету. Любить читати книги. Заплітає волосся у дві коси. У 12 серії на неї впала люстра, але Саюрі вижила.
Оґура Юмі (яп. 小椋由美, Оґура Юмі)
Сейю: Номідзу Іорі
Однокласниця Коїчі. Член театрального гуртка. Її брат, Оґура Ацуші, намагаючись сховатися від лиха, замкнувся вдома, але загинув, коли величезна машина врізалася в їхній будинок. Послухавши касету, Оґура збожеволіла і хотіла помститися за брата, убивши Місакі Мей. Померла після того, як послизнулася й, впавши з підвіконня, звернула шию.
Чібікі Тацуджі (яп. 千曳辰治, Чібікі Тацуджі)
Сейю: Хірата Хіроакі
Бібліотекар, був класним керівником класу 3-3 в 1972 році, саме того року, коли прокляття проявилося вперше. Також був учителем Мікамі Ріцуко і Йоміями Місакі. Керівник драмгуртка. Пізніше повернувся на посаду класного керівника.
Кубодера Шьоджі (яп. 久保寺紹二, Кубодера Шьо:джі)
Сейю: Міто Коджі
Класний керівник класу 3-3. Неодружений. Жив із важко хворою матір'ю. Збожеволів через біди класу 3-3 і постійний догляд за матір'ю, убивши її, а після наклав на себе руки на очах у своїх учнів. Перед цим сказав Чібікі, що втомився і залишає все на останнього.
Аяно Ая (яп. 綾野彩, Аяно Ая)
Сейю: Хірата Мана
Однокласниця Коїчі. Весела, мила і товариська дівчина; разом з Ідзумі є учасницею драмгуртка. У 4-й серії Коїчі врятував їй життя: коли з вантажівки впало віконне скло, він встиг відштовхнути її в сторону. Пізніше, однак, вона все ж загинула з батьками в автокатастрофі (в 9-й серії).
Канекі Кьоко (яп. 金木杏子, Канекі Кьо:ко)
Однокласниця Коїчі. Вона здається серйозною, розумною і товариською людиною, дружить з Мацуї Акі. Була вбита Каджією в 12-й серії.

## Медіа

### Роман
Роман «Інша», що складається з 487 сторінок, за авторства Аяцуджі Юкіто виходив частинами у літературному журналі Yasai Jidai видавництва Kadokawa Shoten у період з серпня 2006 по травень 2009 років. Пізніше, 29 жовтня 2009 року роман був опублікований у одному танкобон-томі. 25 листопада 2011 року вийшло перевидання роману у форматі бункобон. 1 березня 2012 року вийшло нове перевидання роману у форматі бункобон з ілюстраціями Іто Нойдзі під імпринтом Sneaker Bunko. 31 липня 2013 року вийшов спінофф-роман під назвою Another: Episode S/0. Він складається з двох частин: Another S розповідає про пригоди Мей Місакі під час літніх канікул; Another 0 розповідає історію Рейко, коли та вчилася у класі 3-3 у 1983 році. Видавництво Yen Press отримало ліцензію на друк роману англійською мовою. 2013 року було опубліковано цифрове видання роману, а у жовтні 2014 — друковане. Англійська версія Another: S/0 вийшла у травні 2016 року, переклад здійснила Карен МакГіллікадді.
Продовження роману під назвою Another 2001 виходив окремими главами у журналі Yasei Jidai з листопада 2014 року до лютого 2020 року. Дія оповідання, як виходить з назви, відбувається у 2001 році. Пізніше, 30 вересня 2020 року глави роману було видано у одному томі. Англійською мовою роман було видано у грудні 2022 року видавництвом Yen Press, перекладом займалася Ніколь Вайлдер.

### Манґа

Українське видання першого тому манґи «Інша»

Манґа-адаптація, ілюстрована Кійохарою Хіро виходила у період з травня 2010 по січень 2012 у журналі Kadokawa Shoten Young Ace. Пізніше, серію зібрали у чотири томи у форматі танкобон, що виходили з 4 жовтня 2010 по 29 грудня 2011 «Нульовий том» манґи вийшов 26 травня 2012. До нього увійшли додаткові глави, що виходили в Young Ace з 28 грудня 2011 до 3 лютого 2012. У Північній Америці Yen Press видала оригінальну чотиритомну манґу англійською мовою.
В Україні манґа була ліцензована видавництвом «Molfar Comics». Чотири томи виходили у період з квітня 2020 по жовтень 2022.

### Аніме
Дванадцятисерійний аніме-серіал, створений студією P.A. Works, виходив з 10 січня по 27 березня 2012. Режисером став Мідзушіма Цутому, а сценаристом — Хіґакі Рьо. Ішії Юріко створив дізайни персонажів на основі оригінальних концепт-артів Іто Нойдзі. Музику до аніме створив Отані Ко у співпраці зі звукорежисером Іванамі Йошікадзу. Відкриваючою композицією стала пісня «Kyōmu Densen» (яп. 凶夢伝染) гурту Ali Project, а закриваючою — «Anamnesis» співачки Annabel. Sentai Filmworks отримали ліцензію на показ серіалу у Північній Америці, пізніше, 30 липня 2013 вийшли BD/DVD видання. OVA-епізод про події, що відбувалися до початку серіалу, було випущено 26 травня 2012, разом з «Нульовим томом» манґи. MVM Films отримали ліцензію на показ аніме та OVA у Сполученому Королівстві та Ірландії у 2013 році.

### Фільм
4 серпня 2012 року у Японії вийшов однойменний ігровий фільм, зрежисований Фурусавою Такесі та спродюсований студією Kadokawa Pictures. Музичною темою стала пісня «Rakuen» (яп. 楽園) співачки Мілії Като. Фільм зібрав 5,6 млн доларів у японському прокаті.

## Сприйняття
2010 року ранобе посіло третє місце у категорії Honkaku Mystery Best 10 та в путівнику з містичної фантастики 2010 року Kono Mystery ga Sugoi!. Того ж у 2010 році роман був номінований на премію Honkaku Mystery Award.
12 червня 2015 року Міністерство культури КНР (зараз неіснуюче) занесло «Іншу» разом з іншими 38 аніме- та манґа-виданнями до переліку заборонених у Китаї.

## Видання

### Роман
- Аяцуджі Юкіто. Another (2009). Японія. ISBN 978-4-04-874003-6

### Манґа
Автор: Аяцуджі Юкіто; Ілюстратор: Кійохара Хіро; Видавець: Kadokawa Shoten.
- Книга 1 (роз. 1–4): Another 1 (японською). 30 вересня 2010. ISBN 978-4-04-715534-3
- Книга 2 (роз. 5–9.5): Another 2 (японською). 2 березня 2011. ISBN 978-4-04-715628-9
- Книга 3 (роз. 10–14): Another 3 (японською). 1 вересня 2011. ISBN 978-4-04-715772-9
- Книга 4 (роз. 15–20): Another 4 (японською). 27 грудня 2011. ISBN 978-4-04-120044-5
- Another 0 (японською). 26 травня 2012. ISBN 978-4-04-900816-6
- Another (Омнібус видання). жовтня 2013. ISBN 978-0-316-24591-3

Видання українською мовою:
- Аяцуджі Юкіто, Кійохара Хіро. Інша. Перша чверть / пер. Анастасія Скотар. — Хмельницький : Molfar Comics, 2020. — 188 с. — ISBN 978-617-7885-10-7.
- Аяцуджі Юкіто, Кійохара Хіро. Інша. Друга чверть / пер. Анастасія Скотар. — Хмельницький : Molfar Comics, 2020. — 180 с. — ISBN 978-617-7885-17-6.
- Аяцуджі Юкіто, Кійохара Хіро. Інша. Третя чверть / пер. Анастасія Скотар. — Хмельницький : Molfar Comics, 2021. — 180 с. — ISBN 978-617-7885-31-2.
- Аяцуджі Юкіто, Кійохара Хіро. Інша. Четверта чверть / пер. Анастасія Скотар. — Хмельницький : Molfar Comics, 2022. — 180 с. — ISBN 978-617-7885-37-4.